# Steve Talley
Steve Talley (Indianapolis, 12 augustus 1981) is een Amerikaans acteur. Hij volgde de Avon High School in Avon. Op acteergebied is hij vooral bekend door zijn rol als Dwight Stifler in het vijfde en zesde deel van American Pie. In 2009 speelde Talley de rol van Dirk Arnold in het derde deel van de Van Wilder-reeks.

## Rollen
- As the World Turns - Buzzy Markman (2002)
- Summerland - Bryce (2005)
- Twins - Ice (2006)
- American Pie Presents: The Naked Mile - Dwight Stifler (2006)
- American Pie Presents: Beta House - Dwight Stifler (2007)
- Castle - Kent Scoville (2009)
- Van Wilder III - Dirk Arnold (2009)
- One Way to Valhalla - John (2009)
- Hole in One - Eric Keller (2010)
- Pretty Little Liars - Zack (2012-2014)
- The 100 - Kyle Wick (2014-2015)

- Biblioteca Nacional de España: XX4945236
- Bibliothèque nationale de France: cb15518011h (data)
- International Standard Name Identifier: 0000 0001 1757 2986
- Library of Congress Control Number: n2007068349
- Nationale Bibliotheek van Israël: 987011096283105171
- Virtual International Authority File: 33912425
- WorldCat: E39PBJrGvtX88ckQ7pYwtJrjG3